# マット・マクレイン
マシュー・マイケル・マクレイン（Matthew Michael McLain, 1999年8月6日 - ）は、アメリカ合衆国カリフォルニア州オレンジ出身のプロ野球選手（遊撃手、二塁手）。右投右打。MLBのシンシナティ・レッズ所属。

## 経歴

### プロ入り前
高校最終年の2018年に打率.369、3本塁打の成績を記録。卒業後はカリフォルニア大学ロサンゼルス校への進学を予定しており、同年のMLBドラフト1巡目（全体25位）でアリゾナ・ダイヤモンドバックスから指名されたが、契約せずに同大学へ進学した。

### プロ入りとレッズ時代
2021年のMLBドラフトでシンシナティ・レッズから1巡目（全体16位）で指名され、7月26日に入団。契約後はルーキー級アリゾナ・コンプレックスリーグ・レッズでプロデビューし、2試合に出場後にA+級デイトン・ドラゴンズに昇格。この年は2球団合計で31試合に出場して打率.283、3本塁打、19打点、10盗塁を記録した。 
2022年はAA級チャタヌーガ・ルックアウツで103試合に出場。打率.232、17本塁打、58打点、27盗塁を記録した。またオフには各球団の有望株が集うアリゾナ・フォールリーグに参加した。
2023年はAAA級ルイビル・バッツで開幕を迎え、38試合に出場して打率.348、12本塁打、40打点（リーグ1位）、10盗塁、OPS1.184（リーグ1位）という好成績を記録。5月15日にメジャーに初昇格し、同日のコロラド・ロッキーズ戦で「2番・遊撃手」で先発してメジャー初出場を果たした。レッズでは遊撃手及び二塁手のレギュラーとして起用され、 8月28日に右斜筋挫傷で負傷者リスト入りするまで89試合に出場し、打率.290、16本塁打、50打点、14盗塁を記録した。

## 詳細情報

### 年度別打撃成績
| 年 度    | 球 団    | 試 合 | 打 席 | 打 数 | 得 点 | 安 打 | 二 塁 打 | 三 塁 打 | 本 塁 打 | 塁 打 | 打 点 | 盗 塁 | 盗 塁 死 | 犠 打 | 犠 飛 | 四 球 | 敬 遠 | 死 球 | 三 振 | 併 殺 打 | 打 率 | 出 塁 率 | 長 打 率 | O P S |
| -------- | -------- | ----- | ----- | ----- | ----- | ----- | -------- | -------- | -------- | ----- | ----- | ----- | -------- | ----- | ----- | ----- | ----- | ----- | ----- | -------- | ----- | -------- | -------- | ----- |
| 2023     | CIN      | 89    | 403   | 365   | 65    | 106   | 23       | 4        | 16       | 185   | 50    | 14    | 5        | 0     | 0     | 31    | 0     | 7     | 115   | 5        | .290  | .357     | .507     | .864  |
| MLB：1年 | MLB：1年 | 89    | 403   | 365   | 65    | 106   | 23       | 4        | 16       | 185   | 50    | 14    | 5        | 0     | 0     | 31    | 0     | 7     | 115   | 5        | .290  | .357     | .507     | .864  |

- 2024年度シーズン終了時

### 年度別守備成績
| 年 度 | 球 団 | 二塁（2B） | 二塁（2B） | 二塁（2B） | 二塁（2B） | 二塁（2B） | 二塁（2B） | 遊撃（SS） | 遊撃（SS） | 遊撃（SS） | 遊撃（SS） | 遊撃（SS） | 遊撃（SS） |
| 年 度 | 球 団 | 試 合      | 刺 殺      | 補 殺      | 失 策      | 併 殺      | 守 備 率   | 試 合      | 刺 殺      | 補 殺      | 失 策      | 併 殺      | 守 備 率   |
| ----- | ----- | ---------- | ---------- | ---------- | ---------- | ---------- | ---------- | ---------- | ---------- | ---------- | ---------- | ---------- | ---------- |
| 2023  | CIN   | 37         | 45         | 79         | 4          | 15         | .969       | 53         | 55         | 121        | 1          | 25         | .994       |
| MLB   | MLB   | 37         | 45         | 79         | 4          | 15         | .969       | 53         | 55         | 121        | 1          | 25         | .994       |

- 2024年度シーズン終了時

### 背番号
- 9（2023年 - ）